# 斯奈德 (內布拉斯加州)
斯奈德（英語：Snyder）是位於美國內布拉斯加州道奇縣的村。

## 人口
根據2020年美國人口普查的數據，斯奈德的面積為1.26平方千米，皆為陸地。當地共有人口254人，而人口密度為每平方千米202人。